# September 2016
Portal Geschichte | Portal Biografien | Aktuelle Ereignisse | Jahreskalender | Tagesartikel

◄ |
20. Jahrhundert |
21. Jahrhundert

◄ |
1980er |
1990er |
2000er |
2010er
| 2020er | 2030er | 2040er

◄ |
2012 |
2013 |
2014 |
2015 |
2016
| 2017 | 2018 | 2019 | 2020 | ►

◄ |
Juni 2016 |
Juli 2016 |
August 2016 |
September 2016 |
Oktober 2016 |
November 2016 |
Dezember 2016 |
►
Dieser Artikel behandelt tagesbezogene Nachrichten und Ereignisse im September 2016.

## Tagesgeschehen

### Donnerstag, 1. September 2016

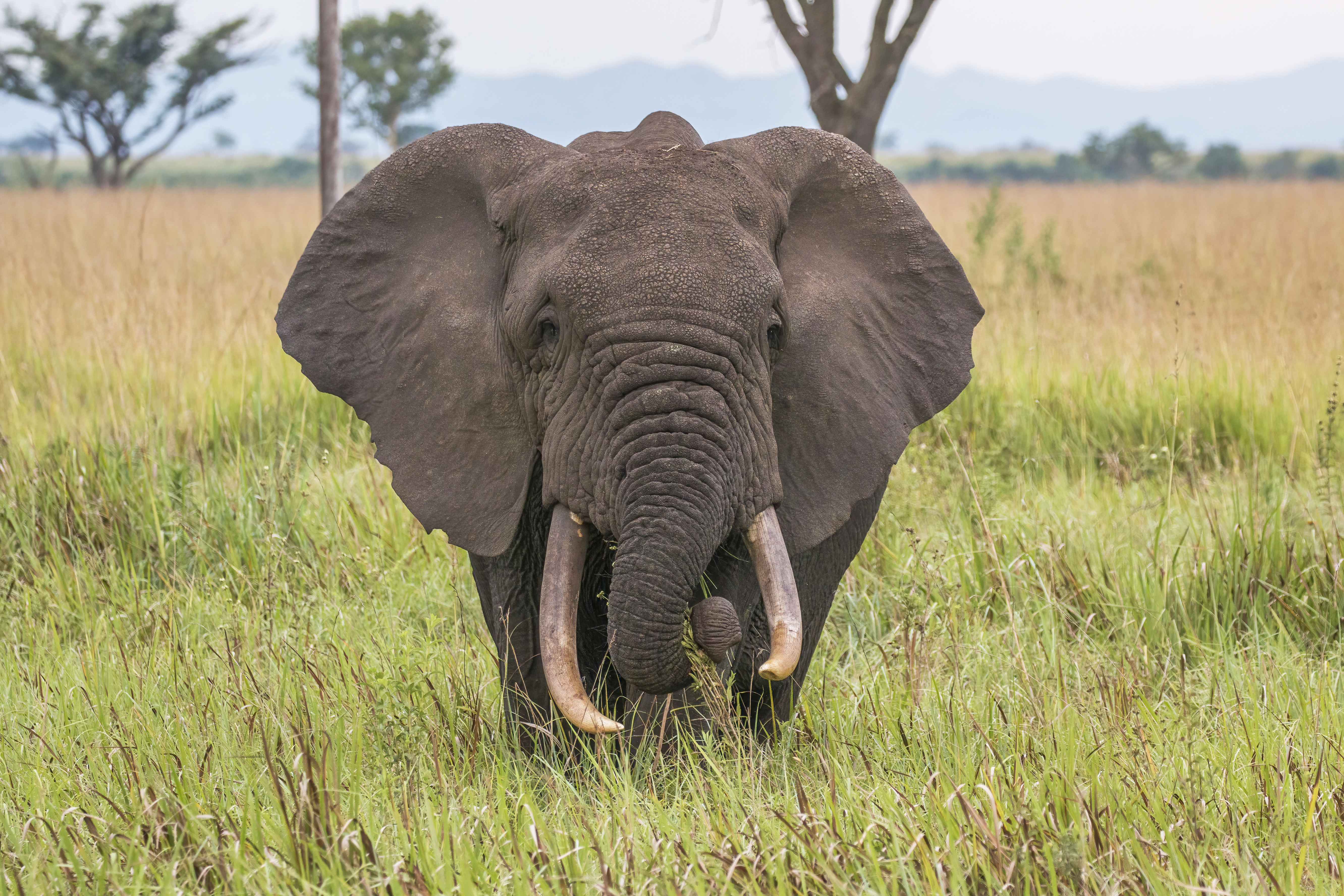
Afrikanischer Elefant

- Afrika: Das Ergebnis des Great Elephant Census (deutsch Große Elefantenzählung) wird veröffentlicht. Die beteiligten Wissenschaftler und Tierschützer gehen davon aus, dass derzeit 350.000 Afrikanische (Steppen-)Elefanten in und außerhalb von Reservaten leben, während sie für das Jahr 1979 eine Population von 1.300.000 Individuen annehmen. Das wäre ein Rückgang um 73 %.[1]
- Berlin/Deutschland: Mit einer Änderung des Buchpreisbindungsgesetzes (BuchPrG) gilt in Deutschland die Buchpreisbindung mit wenigen Ausnahmen[2] nun auch für E-Books. Dabei ist nicht ausschlaggebend, ob der Händler seinen Firmensitz in Deutschland hat, sondern ob der Verkauf innerhalb der Landesgrenzen stattfindet. Ein nur temporärer Zugriff zum Beispiel über einen monatlichen Mietpreis wird hingegen nicht von der Preisbindung erfasst.[3]
- Caracas/Venezuela: Zwischen 100.000 und 500.000 Menschen demonstrieren für ein Referendum, in dem über die Neuwahl des Parlaments abgestimmt werden soll. Im Gegensatz zu früheren Aktionen gegen die Regierung der Vereinigten Sozialistischen Partei sind unter den Protestanten diesmal auch viele Menschen aus armen Bevölkerungsschichten.[4]

### Freitag, 2. September 2016
- Davao City/Philippinen: Eine Bombenexplosion auf einem Nachtmarkt in der Heimatstadt des Staatspräsidenten Rodrigo Duterte fordert mindestens 14 Menschenleben, etwa 70 weitere Menschen werden verletzt. Die Untergrundorganisation Abū sayyāf bekennt sich zu dem Anschlag.[5]
- Madrid/Spanien: Der geschäftsführende spanische Regierungspräsident Mariano Rajoy (PP) verliert nach dem 31. August die zweite Vertrauensabstimmung im Parlament. Auf die Neuwahlen im Juni 2016 folgt weiterhin keine Regierungsbildung. Das Parlament wird (voraussichtlich) aufgelöst und komplett neu gewählt werden.[6]
- Mardan/Pakistan: Ein Selbstmordattentäter zündet im Gebäude des Bezirksgerichts eine Handgranate und anschließend seine Sprengstoffweste. Mindestens zwölf Menschen werden getötet und 52 weitere verletzt.[7]
- Peschawar/Pakistan: Bei einem Selbstmordanschlag in einer von Christen bewohnten Gemeinde nahe dem Warsak-Damm rund 20 km nördlich von Peschawar sterben mindestens fünf Personen – vier Attentäter und ein Zivilist. Die islamistische Jamaatul Ahrar, eine Splitterbewegung der Tehrik-i-Taliban Pakistan, bekennt sich zu dem Anschlag.[8]
- Taschkent/Usbekistan: Durch den Tod von Islom Karimov, usbekischer Staatspräsident von 1991 bis heute, rückt Premierminister Shavkat Mirziyoyev an die Spitze des asiatischen Landes.[9]

### Samstag, 3. September 2016
- Ankara/Türkei: Bei Gefechten zwischen dem türkischen Militär und kurdischen Separatisten sowie Luftangriffen des Militärs kommen innerhalb von zwei Tagen in den östlichen Provinzen Ağrı, Van und Hakkâri 15 Soldaten und mindestens 38 (laut FAZ.net mindestens 100) für die PKK kämpfende Milizionäre ums Leben. Unterdessen dringen türkische Panzer ins syrische Al-Rai vor.[10][11]
- Hangzhou/China: Die Volksrepublik China und die Vereinigten Staaten ratifizieren das Übereinkommen von Paris, das die Begrenzung der Erderwärmung auf maximal 2 °C zum Ziel hat (Zwei-Grad-Ziel). Die beiden Länder sind gemeinsam für etwa 40 % der globalen Treibhausgasemissionen verantwortlich.[12]

### Sonntag, 4. September 2016

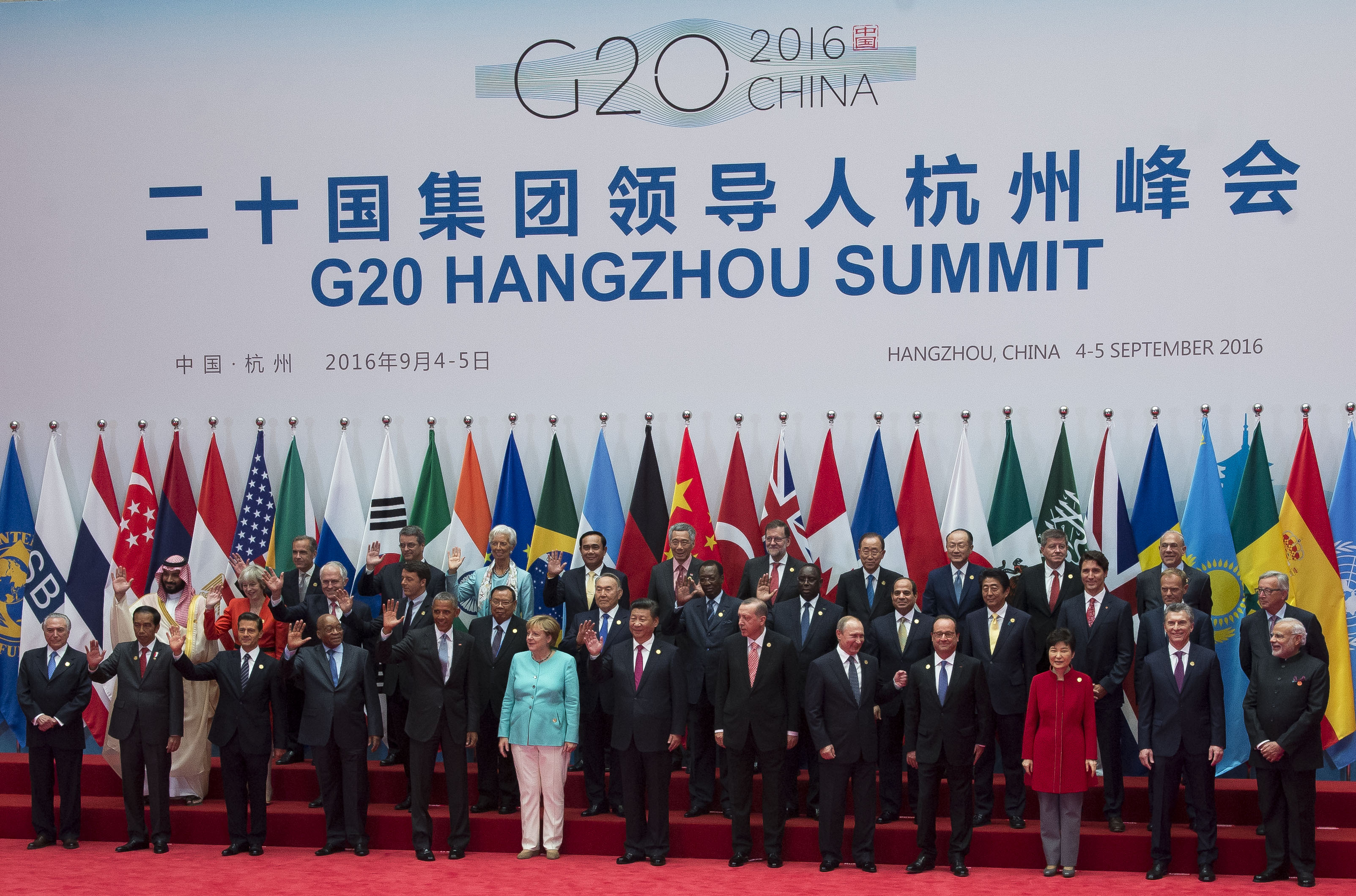
Staats- und Regierungschefs beim G20-Gipfel in Hangzhou 2016

- Hangzhou/China: Beginn des zweitägigen G20-Gipfeltreffens
- Hongkong/China: Bei den Wahlen zum Hongkonger Legislativrat erhalten die verurteilten Anführer der Proteste in Hongkong 2014, unter ihnen Nathan Law, demokratisch legitimierte Mandate.[13][14]
- Schwerin/Deutschland: Die SPD mit Ministerpräsident Erwin Sellering erhält 30,6 % der Wählerstimmen bei der Landtagswahl in Mecklenburg-Vorpommern. Zweitstärkste Kraft ist die AfD mit 20,8 % vor der CDU mit 19 %. Die Grünen scheitern am Wiedereinzug in den Landtag. In Bezug auf Bundeskanzlerin Angela Merkel (CDU) wertet die Neue Zürcher Zeitung das Resultat als „Abrechnung mit der Willkommenskultur“.[15][16]
- Vatikanstadt: Heiligsprechung von Mutter Teresa[17]
- Honolulu/Vereinigte Staaten: Die neue Rote Liste gefährdeter Arten stuft Gorillas und Orang-Utans als kritisch gefährdet ein. Voraussichtlich werden sie im 21. Jahrhundert aus der Fauna verschwinden.[18]

### Montag, 5. September 2016
- Düsseldorf/Deutschland: Nordrhein-Westfalens Innenminister Ralf Jäger erklärt die Kooperation des Landes mit dem größten islamischen Verband in Deutschland, Ditib, für beendet. Ausschlaggebend sind Ditibs Stellungnahmen zu einem Comic, in dem der Märtyrertod im Islam verherrlicht wird.[19][20]
- Kabul/Afghanistan: Bei drei Anschlägen sterben mindestens 24 Menschen. Ein Angriff auf die Hilfsorganisation Care International endet mit dem Tod der drei Angreifer. Als Urheber der Gewaltakte gelten die Taliban.[21][22]
- Tartus/Syrien: Bei einem Doppelanschlag der Terrororganisation Islamischer Staat (IS) in der Hafenstadt sterben mindestens 35 Menschen und 43 weitere werden verletzt. Die Stadt liegt in dem Gebiet, das von der Regierung Assad kontrolliert wird und besitzt einen Flottenstützpunkt der russischen Marine. Weitere 15 Menschen sterben am selben Tag im mehrheitlich kurdischen al-Hasaka, in Homs und in Vororten von Damaskus durch Anschläge.[23]

### Dienstag, 6. September 2016
- Aleppo/Syrien: Krankenhausärzte in der umkämpften Stadt berichten von mindestens 100 Verletzten nach einem Luftangriff mit Chlorgas-Bomben seitens der syrischen Armee.[24]
- Bagdad/Irak: Bei einem Autobombenanschlag in Bagdad sterben mindestens zwölf Personen und weitere 28 werden verletzt. Die Terrormiliz Islamischer Staat (IS) bekennt sich zu der Tat.[25]
- London/Großbritannien: Ein Gericht beschließt das Strafmaß für Anjem Choudary und Mohammed Rahman, die im Juli 2016 für schuldig befunden wurden, zur Unterstützung islamistischer Terrororganisationen aufgerufen zu haben. Beide müssen für jeweils fünfeinhalb Jahre in Haft.[26]
- Vientiane/Laos: Beginn des 28. Gipfeltreffens der ASEAN-Staaten und des 19. China-ASEAN-Gipfels.[27]

### Mittwoch, 7. September 2016
- Calais/Frankreich: Großbritannien wird eine vier Meter hohe und einen Kilometer lange Betonmauer auf der französischen Seite des Eurotunnels errichten, um Transitmigranten aus dem Dschungel von Calais an der Weiterreise zu hindern. „Take back control of our borders“ war eines der Versprechen, die am 23. Juni 2016 zum Votum der britischen Wähler gegen den Verbleib in der EU geführt hatten.[28]

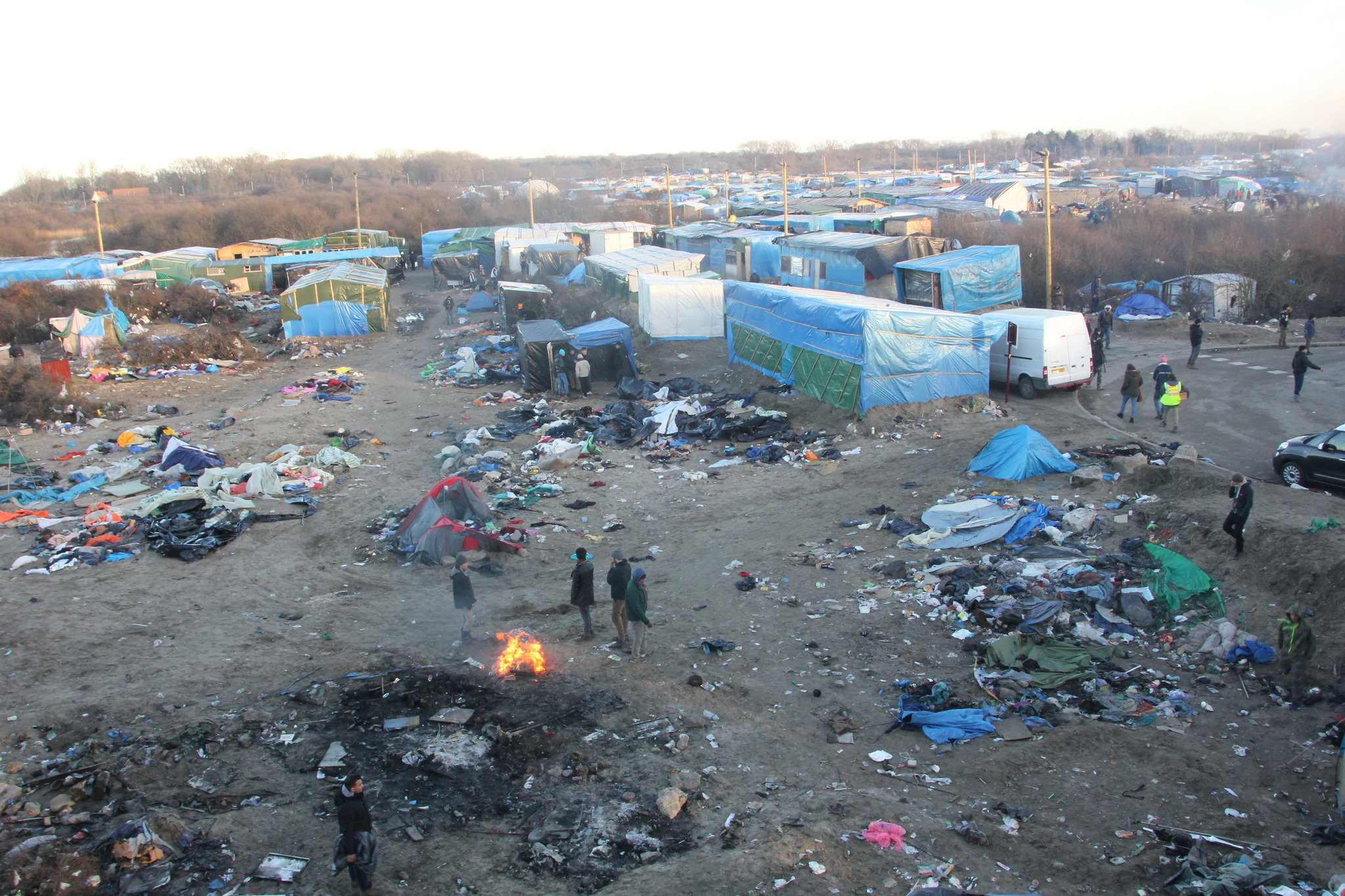
Das Camp in Calais im Januar 2016

- Rio de Janeiro/Brasilien: Eröffnung der Paralympischen Sommerspiele 2016

### Donnerstag, 8. September 2016
- Cape Canaveral/Vereinigte Staaten: Die Raumsonde OSIRIS-REx startet ins All, um Proben vom erdnahen Asteroiden (101955) Bennu bis zum Jahr 2023 zur Erde zurückzubringen.[29]
- Luxemburg/Luxemburg: Die Private-Equity-Gesellschaft CVC verkauft ihre Anteile an der Formula One Management Ltd. (Formel 1) für 4,4 Milliarden US-Dollar an Liberty Media. Der bisherige Geschäftsführer Bernard Ecclestone behält seine Position bei.[30]

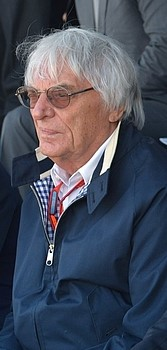
„Bernie“ Ecclestone (85)

- Riad/Saudi-Arabien und Teheran/Iran: Geistliche und politische Führer der Wahhabiten und der Schiiten im Iran liefern sich ein Wortgefecht, in dessen Verlauf sie einander als „unislamisch“ (Zitat Großmufti al-Sheikh) beziehungsweise „materialistisch und blasphemisch“ (Zitat Ajatollah Khamenei) bezeichnen.[31]

### Freitag, 9. September 2016
- Dhaka/Bangladesch: Ein Brand in einer Verpackungsfirma des Unternehmens Tampaco Foils fordert 20 Tote und mindestens 70 Verletzte. Das Unglück ereignet sich, als ein Kessel explodiert.[32]
- Ryanggang-do/Nordkorea: Unterirdische Erschütterungen in der Provinz belegen einen Kernwaffentest. Nordkorea bestätigt die Durchführung eines solchen Tests offiziell.[33] Die Internationale Atomenergie-Organisation spricht vom zweiten Nukleartest Nordkoreas im laufenden Jahr und wertet ihn als Verstoß gegen zahlreiche Resolutionen des UN-Sicherheitsrats.[34]
- Oslo/Norwegen: Ministerpräsidentin Erna Solberg schließt sich den Vorwürfen der Zeitung Aftenposten gegen Facebook an, das Soziale Netzwerk habe mit der Löschung eines Bildes die Meinungsfreiheit beschnitten. Facebook hatte diverse Postings mit der weltbekannten Fotografie The Terror of War wegen „unerlaubter Nacktheit“ gelöscht.[35]
- Schalkau/Deutschland: Lückenschluss beim Verkehrsprojekt Deutsche Einheit Nr. 8: Auf der ICE-Neubaustrecke Ebensfeld-Erfurt verkehrt nach Fertigstellung der festen Fahrbahn der erste Zug. Ab 2017 werden vor allem die ICE-Verbindungen zwischen München und Berlin über die neue Trasse geführt.[36]
- Wien/Österreich: Nach Bekanntwerden fehlerhafter Wahlkarten für die Wiederholung der Stichwahl der Bundespräsidentenwahl lässt Innenminister Wolfgang Sobotka (ÖVP) eine Verlegung des Wahltermins vom 2. Oktober 2016 in den November prüfen.[37]

### Samstag, 10. September 2016
- Aleppo/Syrien: Medien berichten über Luftangriffe auf Idlib und Aleppo, die Dutzende zivile Menschenleben forderten, und CNN Turk meldet, dass die türkische Luftwaffe an anderen Orten 20 Kämpfer des IS getötet hat.[38]
- Bagdad/Irak: Bei einem Doppelanschlag in einem Einkaufszentrum in Bagdad sterben mindestens zehn Personen und weitere 30 werden verletzt.[39]
- Beit Saadan/Jemen: Bei einem Luftangriff des Golf-Kooperationsrates im Rahmen der Militärintervention im Jemen auf einen im Bau befindlichen Wasserbrunnen im Dorf werden 30 Menschen getötet. Die durch die Vereinten Nationen geleiteten Friedensgespräche für Jemen in Kuwait gingen am 6. August 2016 nach dreieinhalb Monaten ohne Einigung zu Ende, seitdem nehmen die Kampfhandlungen wieder zu.[40]
- Großrückerswalde/Deutschland: Bei einem Flugzeugunglück während eines Festes auf dem Flugplatz Großrückerswalde kommen zwei Menschen ums Leben, als ein Ultraleichtflugzeug mit einem Segelflugzeug in der Luft kollidiert.
- Loreto/Peru: Ein Erdbeben der Stärke 6,0 Mw erschüttert den Norden des Landes.[41]
- Mekka/Saudi-Arabien: Die große Pilgerfahrt (Haddsch) beginnt. Gläubige aus dem Iran dürfen in diesem Jahr nicht nach Mekka pilgern. Ursache ist ein ergebnisloser Streit zwischen dem Iran und Saudi-Arabien, bei dem es vordergründig um Einreisebedingungen und die Teilnehmerzahl ging.[42]
- New York/Vereinigte Staaten: Die deutsche Tennisspielerin Angelique Kerber gewinnt durch einen Drei-Satz-Erfolg über die Tschechin Karolína Plíšková zum ersten Mal das Dameneinzel bei den US Open.
- Suwon/Südkorea: Samsung Electronics fordert alle Käufer des Smartphones Samsung Galaxy Note7 auf, ihr Gerät endgültig abzuschalten und an die Firma zurückzusenden. Betroffen sind weltweit rund 2,5 Millionen Phablets. Das Unternehmen bestätigte zuvor 35 Schadensfälle, in denen sich der Akku überhitzt hatte und in Brand geraten war. Für Flugreisende gelten an allen Flughäfen seitdem ebenfalls Einschränkungen.[43]

### Sonntag, 11. September 2016
- Antofagasta/Chile: Bei einer Explosion in einer Chemiefabrik des australischen Sprengstoffunternehmens Orica werden zwei Arbeiter getötet. Den Brand kann die Feuerwehr erst Stunden später unter Kontrolle bringen.[44]
- Erlangen/Deutschland: In der Nacht havariert das Kreuzfahrtschiff MFS Viking Freya an zwei Brücken über den Main-Donau-Kanal unmittelbar nördlich der Lände Frauenaurach. Zwei Menschen kommen ums Leben, über 200 werden evakuiert.[45]
- Hannover/Deutschland: Bei den Kommunalwahlen in Niedersachsen entfallen 34,4 % der Stimmen auf die CDU, 31,9 % auf die SPD, 10,9 % auf die Grünen, 7,8 % auf die AfD und 6,0 % auf Wählergruppen. Die drei stärksten Parteien verlieren in der Addition etwa 10 % gegenüber den Wahlen 2011. Die AfD existierte damals nicht.[46]
- Minsk/Belarus: Bei den Parlamentswahlen gehen zum ersten Mal seit 12 Jahren nicht alle Sitze an Abgeordnete aus dem „regierungstreuen“ Lager. Die regierungskritische Vereinigte Bürgerpartei ist mit einem Sitz vertreten.[47]
- New York/Vereinigte Staaten: Der Schweizer Tennisspieler Stan Wawrinka besiegt Novak Đoković im Finale der US Open in vier Sätzen. Es ist der sechste Schweizer Sieg im Herreneinzel der US Open seit 2004.
- Zagreb/Kroatien: Bei den Parlamentswahlen stimmen etwas mehr Wähler für die konservative Kroatische Demokratische Union (HDZ) als für die Sozialdemokraten (SPH). Die absolute Mehrheit verfehlen beide.[48]

### Montag, 12. September 2016

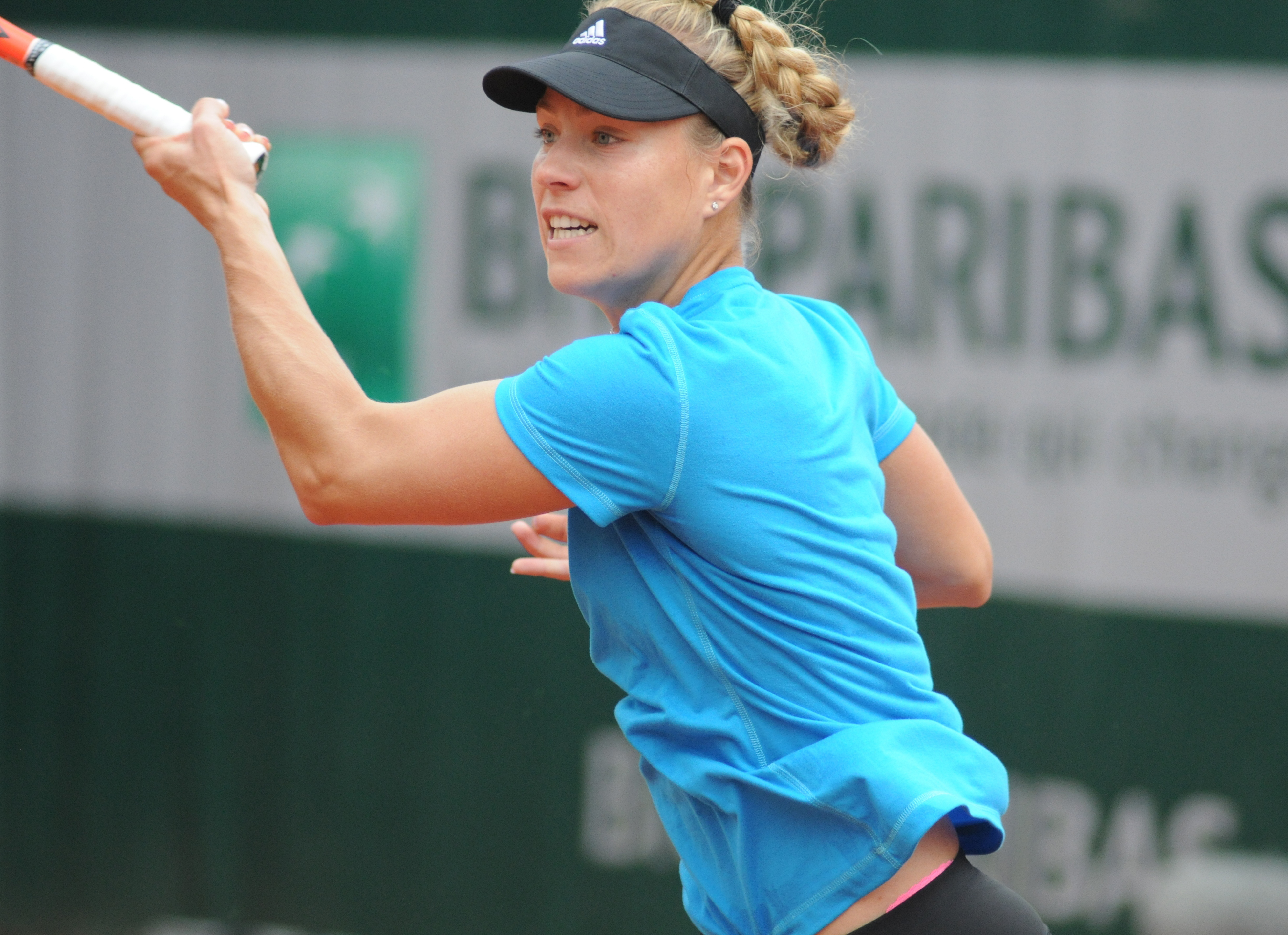
Angelique Kerber

- Berlin/Deutschland: „2016 ist global gesehen der wärmste Sommer seit Beginn der Aufzeichnungen“, bilanziert Paul Becker, Vizepräsident des DWD, auf der Jahrestagung des Deutschen Klima-Konsortiums.[49]
- Genf/Schweiz: 19.00 Uhr OEZ tritt der Plan zur Reduzierung der Gewalt im syrischen Bürgerkrieg in Kraft. Die Einigung zwischen Russland und den USA soll deren Verbündete auf beiden Seiten zu einer siebentägigen Feuerpause anhalten. Mit dem Islamischen Staat (IS) und anderen Terrororganisationen gab es keine Verhandlungen.[50]
- Gyeongju/Südkorea: Unter der Stadt ereignet sich mit der Stärke 5,8 Mw das stärkste Erdbeben in der südkoreanischen Geschichte. Das Beben ist landesweit spürbar.[51]
- New York/Vereinigte Staaten: Das Amt für die Koordinierung humanitärer Angelegenheiten der Vereinten Nationen (OCHA) gibt bekannt, dass in Nordkorea in Folge des Taifuns Lionrock seit August 2016 über 133 Menschen bei Überschwemmungen des Flusses Tumen ums Leben gekommen sind. Über 100.000 Menschen seien obdachlos.[52]
- Saint Petersburg/Vereinigte Staaten: Die Women’s Tennis Association führt die Deutsche Angelique Kerber erstmals auf Rang 1 ihrer Tennisweltrangliste.[53]
- Van/Türkei: Bei der Explosion einer Autobombe vor einem Gebäude der Regierungspartei AKP werden mindestens 27 Menschen verletzt.[54]
- Wien/Österreich: Die geplante Wiederholung der Stichwahl der Bundespräsidentenwahl am 2. Oktober 2016 findet nicht statt. Innenminister Wolfgang Sobotka (ÖVP) einigt sich mit den im Parlament vertretenen Parteien auf den 4. Dezember 2016 als neuen Wahltermin.[55]

### Dienstag, 13. September 2016

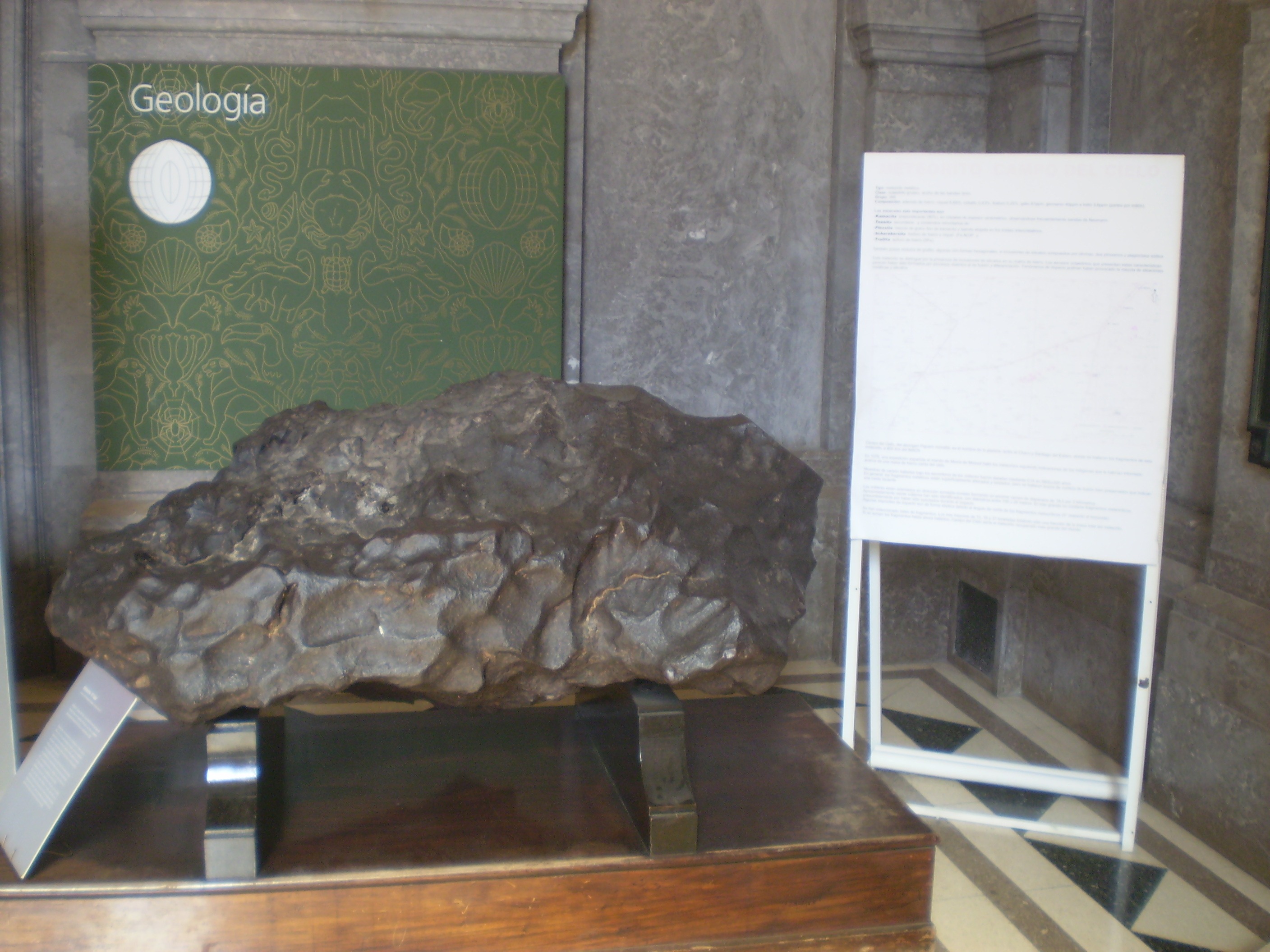
Ein Stück des Campo-del-Cielo-Meteoriten

- Campo del Cielo/Argentinien: Auf dem Feld des Himmels (spanisch Campo del Cielo) graben Wissenschaftler ein bisher unbekanntes Bruchstück des Campo-del-Cielo-Eisenmeteoriten mit einer geschätzten Masse von 30 t aus. Das wäre der zweitgrößte Meteoritenfund der Geschichte nach dem Hoba (Namibia).[56]
- Golanhöhen/Israelisch besetzte Gebiete: Nach über dreijähriger Pause ist der Höhenzug im syrischen Südwesten wieder Schauplatz von Kampfhandlungen. Israel meldet Mörserbeschuss und bombardiert daraufhin syrische Stellungen bei Quneitra. Den Verlust eines Flugzeugs und einer Drohne durch Abschuss von syrischen Flugabwehrraketen dementiert das israelische Verteidigungsministerium.[57]
- Isla Margarita/Venezuela: 17. Gipfelkonferenz der Bewegung der Blockfreien Staaten (NAM) unter dem Vorsitz Venezuelas.[58]
- New York/Vereinigte Staaten: Beginn der 71. Generalversammlung der Vereinten Nationen.

### Mittwoch, 14. September 2016
- Athen/Griechenland: Gewinner der Wahl zum neuen UEFA-Präsidenten ist Aleksander Čeferin, der sich gegen Michael van Praag durchsetzt.
- Bautzen/Deutschland: In der Innenstadt gehen insgesamt 100 Menschen – fremdenfeindliche Deutsche und Asylbewerber – aufeinander los. Die Polizei wird attackiert, als sie die Lager trennt. Widersprüchliche Augenzeugenberichte lassen keine definitive Aussage zur Dynamik der Eskalation zu.[59][60]
- Berlin/Deutschland: Nach der Verpuffung eines Gastank eines von einem Rückruf betroffenen VW Touran EcoFuel an einer Aral-Tankstelle am 9. September 2016 in Duderstadt empfehlen die fünf größten Mineralölunternehmen Aral, Shell, Total, Jet und Esso ihren Tankstellenbetreibern, den Verkauf des alternativen Kraftstoffs Erdgas (=Compressed Natural Gas) aus Sicherheitsgründen vorerst einzustellen.[61]

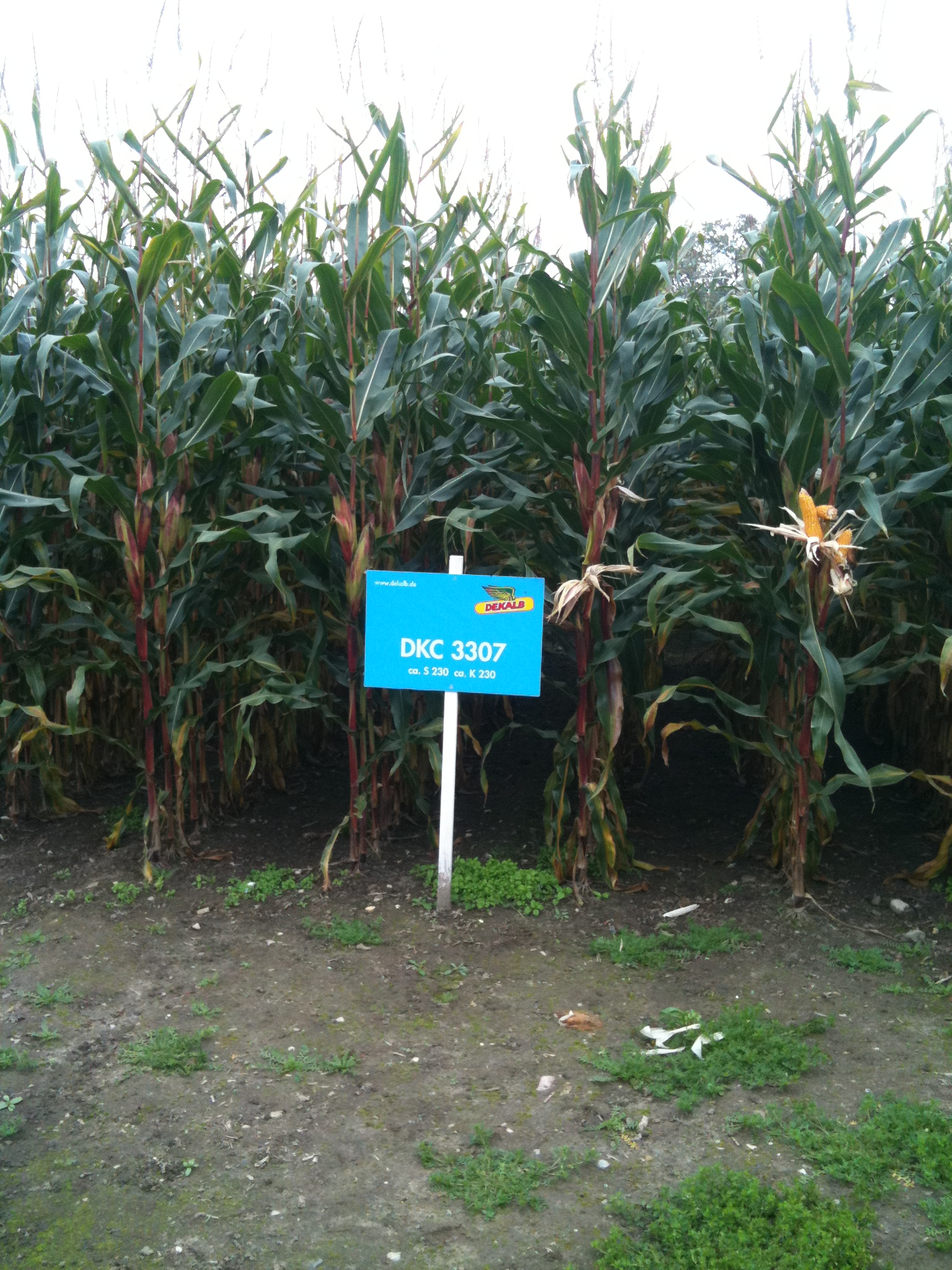
Auch Genfood ist bei Monsanto im Angebot

- Leverkusen/Deutschland: Die Bayer AG übernimmt den US-amerikanischen Saatgutproduzenten Monsanto aus St. Louis zum Gesamtkaufpreis von 66 Milliarden US-Dollar.[62]
- Pingtung/Taiwan: Der Taifun Meranti trifft mit mehr als 250 km/h knapp die Südspitze des Inselstaats. Mindestens ein Mensch kommt ums Leben, Hunderttausende Menschen sind vorübergehend ohne Strom.[63]
- Washington/Vereinigte Staaten: Die USA sagen Israel für den Zeitraum von 2019 bis 2028 Militärhilfe in Rekordhöhe zu. Laut Delegationsmitgliedern sollen Rüstungsgüter für rund 38 Milliarden US-Dollar geliefert werden.[64]

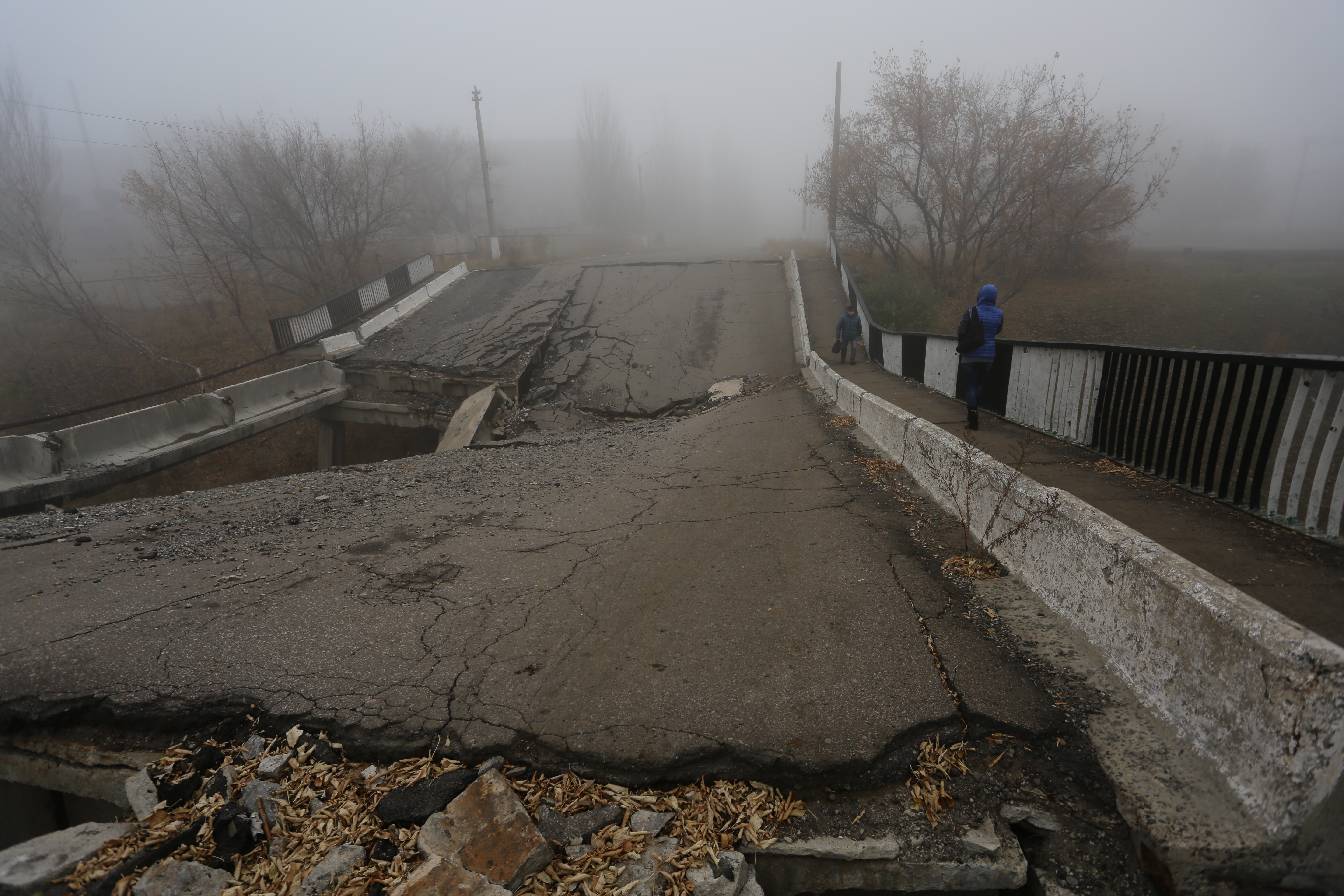
Alltagsbild aus Horliwka (Nov. 2015)

### Donnerstag, 15. September 2016
- Hanoi/Vietnam: Eine Kombination aus dem Taifun Meranti und dem Tropensturm Rai verursacht im Land am Südchinesischen Meer u. a. Überschwemmungen. Mindestens fünf Menschen sterben, zehn Personen gelten als vermisst.[65]
- Jiuquan/China: Eine Rakete vom Typ Langer Marsch 2F befördert das zweite chinesische Raumlabor Tiangong 2 in den Orbit. Das chinesische Raumfahrtprogramm verfolgt das Ziel einer großen Raumstation innerhalb der nächsten zehn Jahre.[66]
- Kiew/Ukraine: Im Krieg in der Ukraine tritt in der Ostukraine ab Mitternacht eine siebentägige Waffenruhe zwischen Regierungstruppen und Separatisten in Kraft.[67]
- Multan/Pakistan: Ein Zugunglück kostet mindestens sechs Menschen das Leben, mindestens 150 weitere werden verletzt. Zunächst überfährt ein Güterzug einen Menschen, bleibt dann auf der Strecke stehen und wird somit zum unüberwindlichen Hindernis für einen nachfolgenden Personenzug.[68]
- Ningde/China: Der Taifun Meranti kostet mehreren Menschen in den Küstenregionen Fujian, Guangdong und Zhejiang das Leben. Die Behörden bestätigen zunächst ein Todesopfer.[69]

### Freitag, 16. September 2016

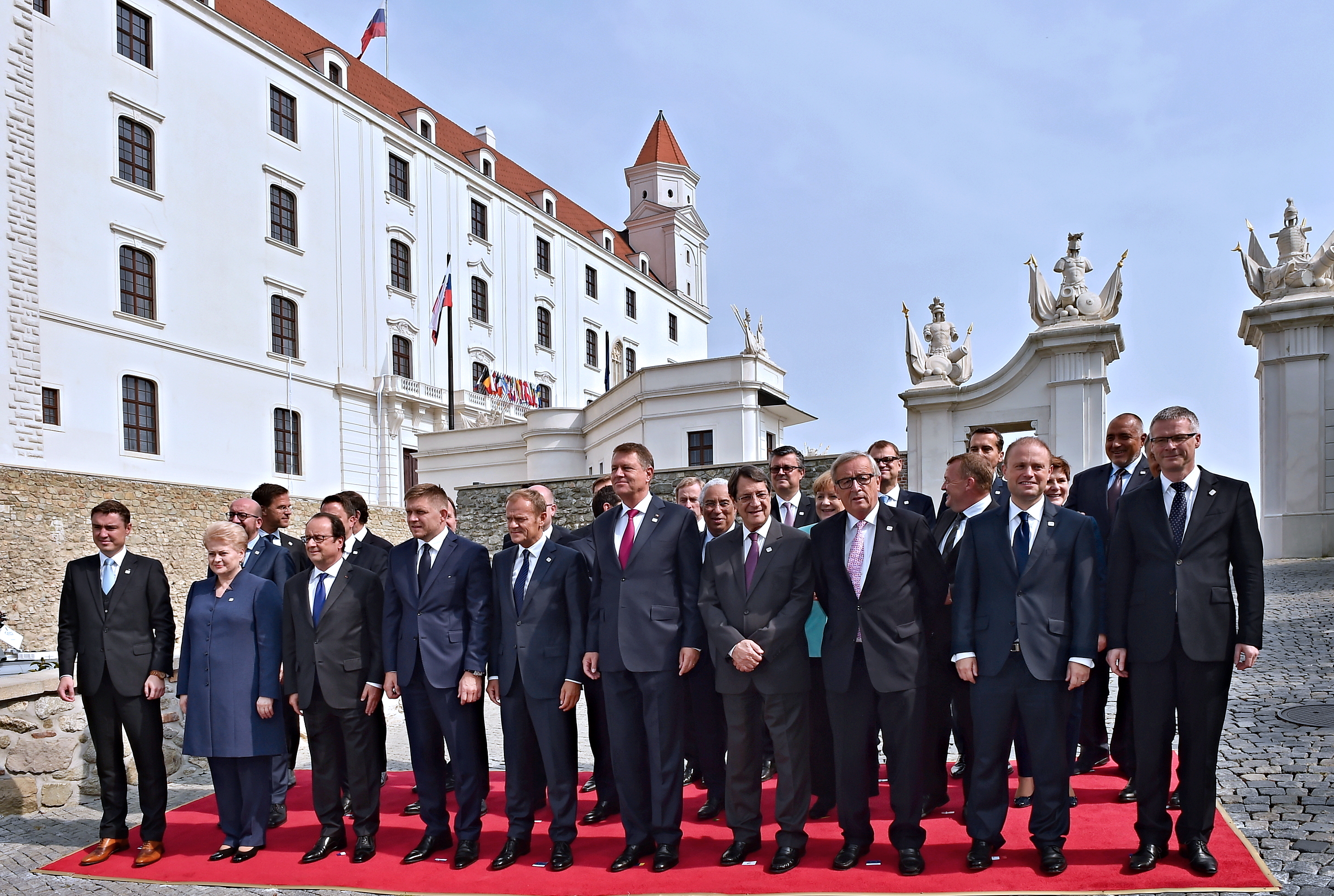
Gruppenfoto der EU-Tagung in Bratislava

- Bratislava/Slowakei: Auf einer informellen Tagung der Staats- und Regierungschefs der Europäischen Union ohne Großbritannien zur weiteren Entwicklung der Gemeinschaft werden strengere Grenzkontrollen beschlossen und Willensbekundungen zu besserer Abstimmung in Flüchtlingsfragen geäußert.[70]
- Damaskus/Syrien: Schwere Gefechte zwischen regierungstreuen Truppen und islamistischen Rebellen unterbrechen die seit dem 12. September geltende Waffenruhe.[71]
- Südsudan: Rund eine Million Südsudanesen sind auf der Flucht vor dem Bürgerkrieg in ihrem Land.[72]
- Peschawar/Pakistan: Im Dorf Payee Khan sprengt sich in der Moschee während des Gottesdiensts ein Selbstmordattentäter in die Luft. Mindestens 28 Menschen sterben, 31 weitere werden verletzt.[73]
- Washington/Vereinigte Staaten: Die Deutsche Bank lehnt einen Vergleichsvorschlag des US-Justizministeriums ab. Das Ministerium gab der Bank die Chance, dass alle zivilrechtlichen Ansprüche gegen sie im Zusammenhang mit der Finanzkrise ab 2007 durch Zahlung von 14 Milliarden US-Dollar beigelegt werden.[74]

### Samstag, 17. September 2016
- Deir ez-Zor/Syrien: Die USA töten bei Luftangriffen mindestens 62 Soldaten der regierungstreuen syrischen Armee. Die Flugzeuge stoppen das Bombardement nach amerikanischen Angaben, als klar wird, auf wen sie tatsächlich feuern.[75]

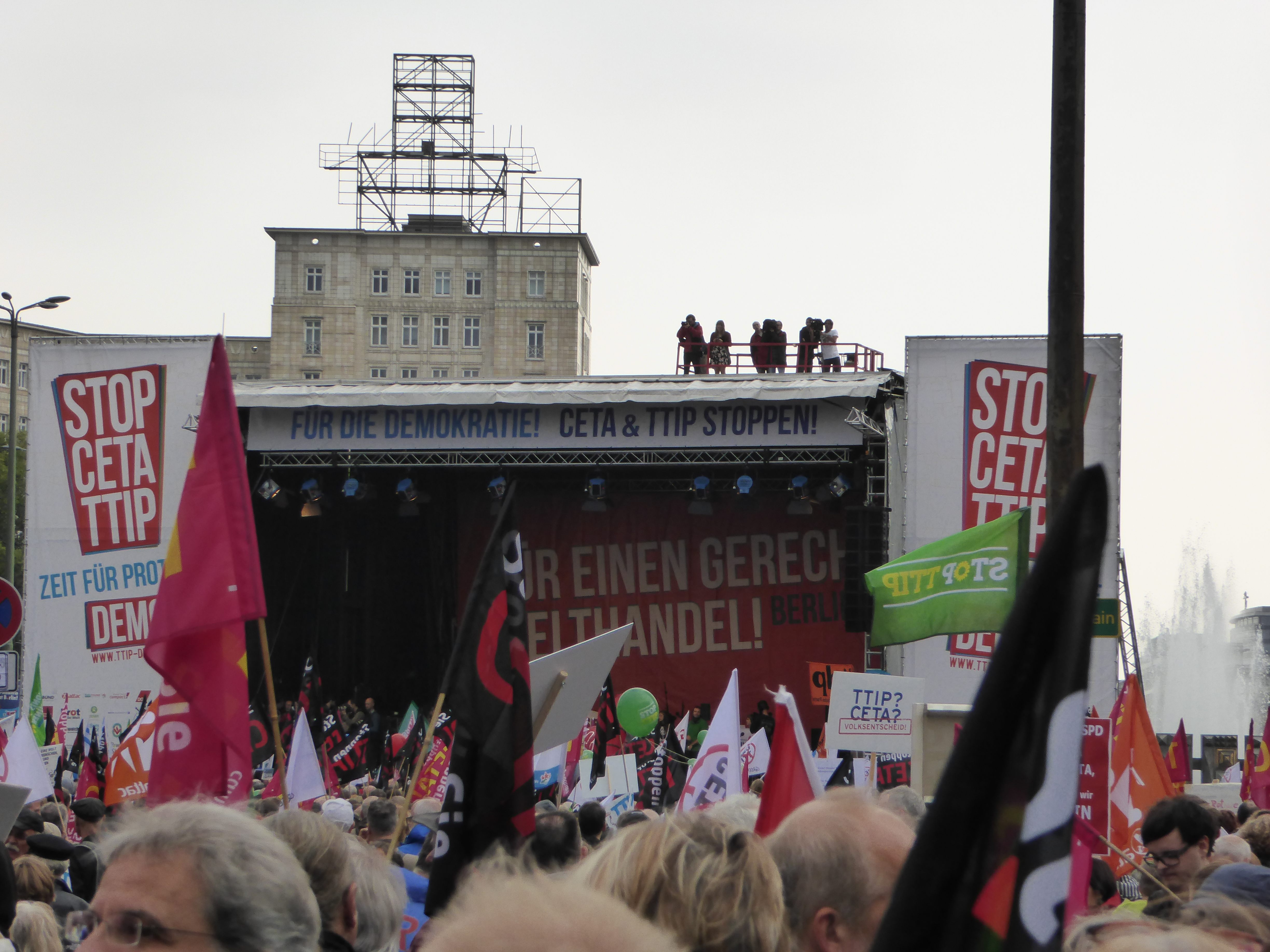
Berlin, Demo „für einen gerechten Welthandel“

- Deutschland und Österreich: An die 300.000 Menschen beteiligen sich an Demonstrationen gegen zwei geplante Freihandelsabkommen der EU mit den USA (TTIP) beziehungsweise Kanada (CETA).
- New York/Vereinigte Staaten: Gegen 20.30 Uhr Ortszeit detoniert vor dem Gebäude 131 West 23rd Street (nach anderen Quellen: 133 West 23rd Street) ein Schnellkochtopf mit Fernzündung in einem Müllcontainer. 29 Menschen werden durch die Explosion verletzt.[76] Stunden zuvor explodierte vor einem Wohltätigkeitsrennen in New Jersey eine Rohrbombe. Dabei gab es keine Verletzten.
- St. Cloud/Vereinigte Staaten: Ein Angreifer attackiert in einem Einkaufszentrum Personen mit einem Messer. Acht Menschen werden verletzt. Ein anwesender Polizeibeamter (nicht im Dienst) tötet den Angreifer.[77]
- Sarajevo/Bosnien und Herzegowina: Das Vorhaben der serbischen Bevölkerung, am 9. Januar die Unabhängigkeit der Republika Srpska zu feiern, wird gerichtlich verboten.[78]

### Sonntag, 18. September 2016
- Berlin/Deutschland: Bei der Wahl zum Berliner Abgeordnetenhaus verliert die Regierungskoalition aus SPD und CDU des regierenden Bürgermeisters Michael Müller (SPD) die absolute Mehrheit. Die SPD bleibt trotz Verlusten mit 21,6 % der Stimmen stärkste Partei. Die FDP schafft den Wiedereinzug in das Abgeordnetenhaus, während die Piratenpartei nach massiven Einbußen nicht mehr vertreten ist. Erhebliche Stimmengewinne von 14,2 % gibt es für die erstmals antretende AfD.[79]
- Grosny/Russland: Amtsinhaber Ramsan Kadyrow gewinnt die Wiederwahl zum Oberhaupt der russischen Teilrepublik Tschetschenien.[80]
- Los Angeles/Vereinigte Staaten: Bei der 68. Verleihung des Fernsehpreises Emmy wird die Serie Game of Thrones zwölf Mal ausgezeichnet.[81]
- Moskau/Russland: Die Partei Einiges Russland (ER) unter dem Vorsitz von Dmitri Medwedew gewinnt bei der Parlamentswahl in Russland mit 54,2 % die absolute Mehrheit und verzeichnet ein Stimmenplus gegenüber 2011 von 4,9 %. Zweitstärkste Partei mit 13,4 % ist die Kommunistische Partei (KPRF). Erstmals wurde wieder das Grabenwahlsystem abgehalten.[82]
- Wien/Österreich: Bei der Wiederholung der Bezirksvertretungswahl in Wien-Leopoldstadt gewinnen überraschend die Grünen.[83]

### Montag, 19. September 2016
- Damaskus/Syrien: Die Waffenruhe im syrischen Bürgerkrieg läuft aus und wird nicht verlängert. Die Kämpfe nehmen die gleiche Intensität an wie in der Zeit vor der Waffenruhe. Homs und Aleppo sind erneut Ziele von Luftschlägen. Einer davon richtet sich bei Urem al-Kubra, 10 km südwestlich von Aleppo, gegen einen Hilfsgüter-Konvoi des Roten Halbmonds. Dabei wird mindestens eine Person getötet. 18 Fahrzeuge werden zerstört.[84][85]
- Kinshasa/DR Kongo: Bei Auseinandersetzungen zwischen Demonstranten und der Polizei sterben nach Angaben von Menschenrechtlern 44 Menschen. Die Demonstranten fordern den Rücktritt von Staatspräsident Joseph Kabila nach dem Ende seiner Amtszeit im Dezember 2016 und keine Verschiebung der Präsidentschaftswahlen.[86]
- Melbourne City/Australien: Der Port of Melbourne wird privatisiert. Das Lonsdale Consortium erhält den Zuschlag für 9,7 Milliarden A$ (umgerechnet rund 6,5 Milliarden Euro) und least den Containerhafen für 50 Jahre. Je einen Anteil von 20 % besitzen der australische Staatsfonds Australian Government Future Fund, der kanadische Pensionsfonds Ontario Municipal Employees' Retirement System (OMERS) und der chinesische Staatsfonds China Investment Corporation (CIC). Die restlichen 40 % teilen sich mehrere Investoren, darunter US-amerikanische Fonds und eine Pensionskasse aus Südkorea.[87]
- Moria/Griechenland: Ein Brand zerstört 60 % der Einrichtung des Flüchtlingslagers auf der Insel Lesbos. 3.000 flüchtende Lagerbewohner verteilen sich in der Umgebung. Die Polizei nimmt am nächsten Tag 18 Migranten wegen des Verdachts auf Anstiftung zum Aufruhr und Brandstiftung fest.[88]
- Tobruk/Libyen: Beim Abschuss eines Helikopters vom Typ Mil Mi-8 der von Chalifa Haftar befehligten Streitkräfte Libyens sterben sechs Menschen.[89]
- Shanghai/China: Der Mischkonzern Baosteel kündigt die Übernahme von Wuhan Iron and Steel an und wird damit zum zweitgrößten Stahlunternehmen der Welt.[90]
- Aşgabat/Turkmenistan: Der Flughafen Ashgabat International Airport für jährlich 14 Millionen Passagiere wird eröffnet.[91]

### Dienstag, 20. September 2016
- Amman/Jordanien: Bei den Parlamentswahlen landet die säkular orientierte Liste Ma'an mit etwas mehr als 2.000 Stimmen Vorsprung vor der von den Muslimbrüdern unterstützten Liste Al-Islah.[92]
- Kinshasa/DR Kongo: Die Auseinandersetzungen zwischen Sicherheitskräften und Demonstranten, die den Rücktritt von Staatspräsident Joseph Kabila fordern, dauern an. Die Hauptquartiere von drei Oppositionsparteien werden in Brand gesteckt. Mindestens zwei Menschen verlieren dabei ihr Leben.[93]

### Mittwoch, 21. September 2016
- al-Hudaida/Jemen: Bei einem Luftangriff des Golf-Kooperationsrates, im Rahmen der Militärintervention im Jemen, auf ein Wohngebiet sterben mindestens 25 Menschen.[94]
- Amsterdam/Niederlande: Beim Pokalspiel Ajax Amsterdam gegen Willem II Tilburg wird der Videobeweis erstmals in einem hochklassigen Fußball-Pflichtspiel eingesetzt. Zuvor gab es einzelne Anwendungen in der dritthöchsten Spielklasse der Vereinigten Staaten namens United Soccer League.[95]
- Bern/Schweiz: Der Nationalrat beschließt die Arbeitsmarktregelung „Inländervorrang light“. Sie erlaubt dem Bundesrat, Gesetze zu schaffen, um privilegiert inländische Arbeitskräfte in Arbeitsverhältnisse zu bringen. So ein Gesetz kann z. B. Arbeitgeber zur Meldung offener Stellen bei ihrem Regionalen Arbeitsvermittlungszentrum verpflichten, wenn die Zuwanderung stark ansteigt. Das soll Inländern einen kleinen Vorteil bei der Arbeitssuche verschaffen.[96]
- Charlotte/Vereinigte Staaten: Zunächst friedlich halten Tausende in North Carolina eine Nachtwache gegen Polizeigewalt ab, nachdem am 20. September der 43-jährige Afroamerikaner Keith Lamont Scott durch eine Polizeikugel starb. Als die Gewalt bei den Protesten eskaliert – dabei fallen erneut Schüsse auf Demonstranten –, ruft Gouverneur Pat McCrory den Notstand aus und fordert Unterstützung durch die Nationalgarde an.[97]
- Curitiba/Brasilien: Brasiliens ehemaliger Präsident Lula da Silva wird wegen Korruption angeklagt. Er weist die Vorwürfe als politisch motiviert von sich.[98]
- Jakarta/Indonesien: Überschwemmungen und Erdrutsche nach heftigen Regengüssen kosten mindestens 19 Menschen das Leben.[99]
- Minsk/Belarus: Unterhändler der Konfliktparteien im Krieg um die Ostukraine kommen über einen Truppenabzug aus bestimmten Gebieten überein, die Chefs der Milizen müssen noch zustimmen. Es handelt sich insgesamt um 16 Quadratkilometer.[100]
- München/Deutschland: Der Süddeutschen Zeitung werden 38 Gigabyte Daten aus dem staatlichen Unternehmensregister der Bahamas zugespielt. Die Daten betreffen 175.888 Briefkastenfirmen, Trusts und Stiftungen, die im Zeitraum von 1990 bis 2016 auf den Bahamas gegründet wurden. Die als Bahamas-Leaks bezeichneten Informationen ergeben unter anderem eine Verletzung der Offenlegungspflichten der früheren EU-Wettbewerbskommissarin Neelie Kroes aus den Niederlanden.[101]
- Palästinensische Autonomiegebiete: Die demokratischen Kräfte im Westjordanland und im Gazastreifen erleiden einen Rückschlag durch die Absage der für den 8. Oktober 2016 geplanten Kommunalwahlen. Der formale Grund für die Absage ist eine ausstehende Gerichtsentscheidung.[102]

### Donnerstag, 22. September 2016

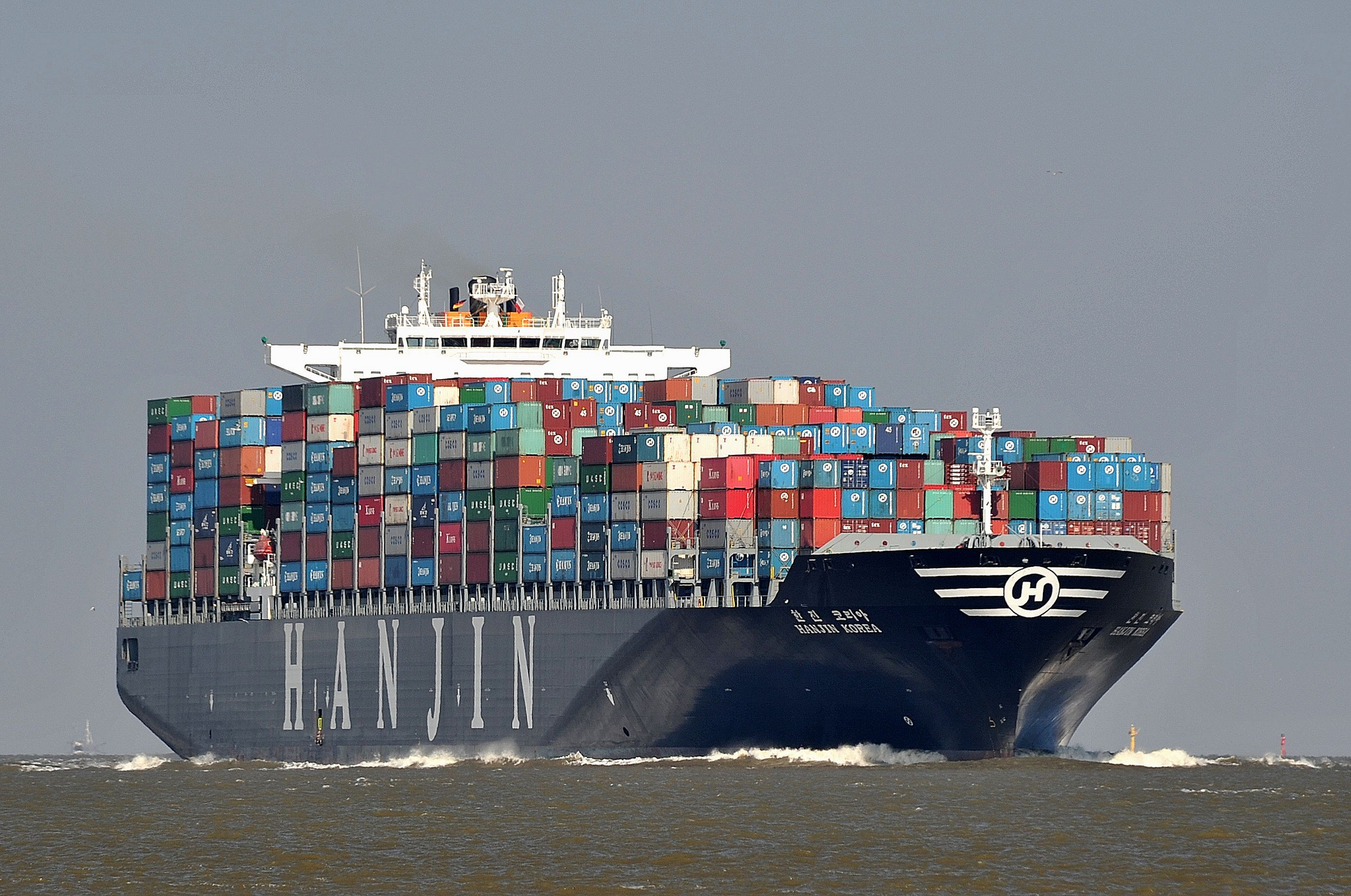
Hanjin Korea

- Aleppo/Syrien: Die Streitkräfte Syriens beginnen eine Offensive im Osten der Stadt. Internationale Medien melden zudem intensive Luftangriffe.[103][104]
- Genf/Schweiz: Die Subventionierung des Flugzeugherstellers Airbus durch die Europäische Union widerspricht geltendem Recht. Die Schlichtungsstelle Dispute Settlement Body (DSB) der Welthandelsorganisation (WTO) gab der Beschwerde der USA, dem Heimatland von Airbus’ Mitbewerber Boeing, recht.[105]
- Gouvernement Darʿā/Syrien: Ein Selbstmordattentäter tötet bei der Eröffnung einer Polizeistation in Inkhil mindestens zwölf Menschen, darunter Yaqoub al Amar, Minister der oppositionellen, westlich unterstützten Interimsregierung.[106]
- Kabul/Afghanistan: Die afghanische Regierung und die militante panislamische Hizb-i Islāmī, vertreten durch den Abgesandten Amin Karim, unterzeichnen einen Friedensvertrag. Im Namen der Regierung unterzeichnen Sayed Ahmad Gilani, Leiter des Hohen Friedensrates und ehemaliger Führer der Mihaz e Melli e Islami e Afghanistan (Nationalen Islamischen Front Afghanistans), sowie Mohammad Hanif Atmar, Nationaler Sicherheitsberater und ehemaliger Innenminister. Das Abkommen gewährt Gulbuddin Hekmatyār, dem Gründer der Hizb-i Islāmī, eine Amnestie für seine vergangenen Taten.[107]
- Seoul/Südkorea: Die staatliche Korea Development Bank (KDB), größter Gläubiger der insolventen Reederei Hanjin Shipping, gewährt dem Unternehmen eine Kreditlinie von 45 Millionen US-Dollar, um die dringendsten Probleme zu lösen. Dazu gehört, dass etwa 70 Hanjin-Frachter seit Wochen auf hoher See feststecken, weil ihnen die Einfahrt in Häfen verweigert wird. Insgesamt gehören zu Hanjin 98 Frachter mit zusammen knapp 610.000 TEU.[108]
- Stockholm/Schweden: Der „Alternative Nobelpreis“ (offiziell: The Right Livelihood Award) wird dieses Jahr u. a. an die türkische Zeitung Cumhuriyet für ihre Berichterstattung im schwierigen Umfeld der Maßnahmen nach dem Putschversuch in der Türkei verliehen werden.[109]
- Sunnyvale/Vereinigte Staaten: Das US-amerikanische Internetunternehmen Yahoo gibt den Datendiebstahl von mehr als 500 Millionen Nutzerkonten bekannt. Dazu gehören Namen, E-Mail-Adressen, Telefonnummern, Geburtstage und verschlüsselte Passwörter. Der Hack erfolgte bereits Ende 2014.[110][111]

### Freitag, 23. September 2016
- London/Großbritannien: Nach Angaben von Außenminister Boris Johnson gegenüber der BBC wird das Vereinigte Königreich von Großbritannien und Nordirland „wahrscheinlich“ Anfang 2017 seinen Austritt aus der Europäischen Union erklären.[112]
- Neu-Delhi/Indien: Die Verteidigungsminister Frankreichs, Jean-Yves Le Drian, und Indiens, Manohar Parrikar, unterzeichnen einen Kaufvertrag über 36 Rafale-Mehrzweckkampfflugzeuge des französischen Rüstungskonzerns Dassault Aviation für 7,89 Milliarden Euro für die indische Luftwaffe.[113]
- New York/Vereinigte Staaten: Die US-amerikanische Ratingagentur Moody’s stuft die Bonität der Türkei um eine Stufe auf Ba1 und damit aus dem Investment-Bereich ab.[114]
- San Vicente del Caguán/Kolumbien: Die Anführer der Revolutionären Streitkräfte Kolumbiens (Farc) nehmen den ausgehandelten Friedensvertrag mit der kolumbianischen Regierung zur Beilegung des Jahrzehnte währenden Guerilla- und Drogenkriegs an. In Cartagena wird für den 26. September die Unterzeichnung durch Staatspräsident Juan Manuel Santos und Timoleón Jiménez erwartet.[115]
- Skagit County/USA: Im Einkaufszentrum Cascade Mall in Burlington, Bundesstaat Washington, kommen bei einer Schießerei fünf Personen ums Leben, weitere drei Personen werden verletzt. Der Täter kann entkommen. Ein terroristisches Motiv ist nicht ausgeschlossen.[116]
- Yala/Thailand: Im Konflikt in Südthailand kommt es zu einem weiteren Selbstmordattentat gegen Staatsbedienstete. Dabei sterben mindestens drei Polizisten.[117]
- Wien/Österreich: Der kanadische Schienenfahrzeughersteller Bombardier Transportation geht als Bestbieter für den Bau und die Lieferung von bis zu 300 Triebwagen vom Typ Bombardier Talent 3 an die Österreichischen Bundesbahnen (ÖBB) aus einem europaweiten Ausschreibeverfahren im Wert von rund zwei Milliarden Euro hervor. 2019 sollen die ersten in Vorarlberg zum Einsatz kommen.[118]
- Wiesbaden/Deutschland: Die Geburtenrate in Deutschland ist nach 35 Jahren rückläufiger Entwicklung wieder angestiegen. Darauf lassen Hochrechnungen auf Basis der amtlichen Bevölkerungsstatistik schließen. Dennoch wird die Bevölkerungszahl zurückgehen.[119]

### Samstag, 24. September 2016

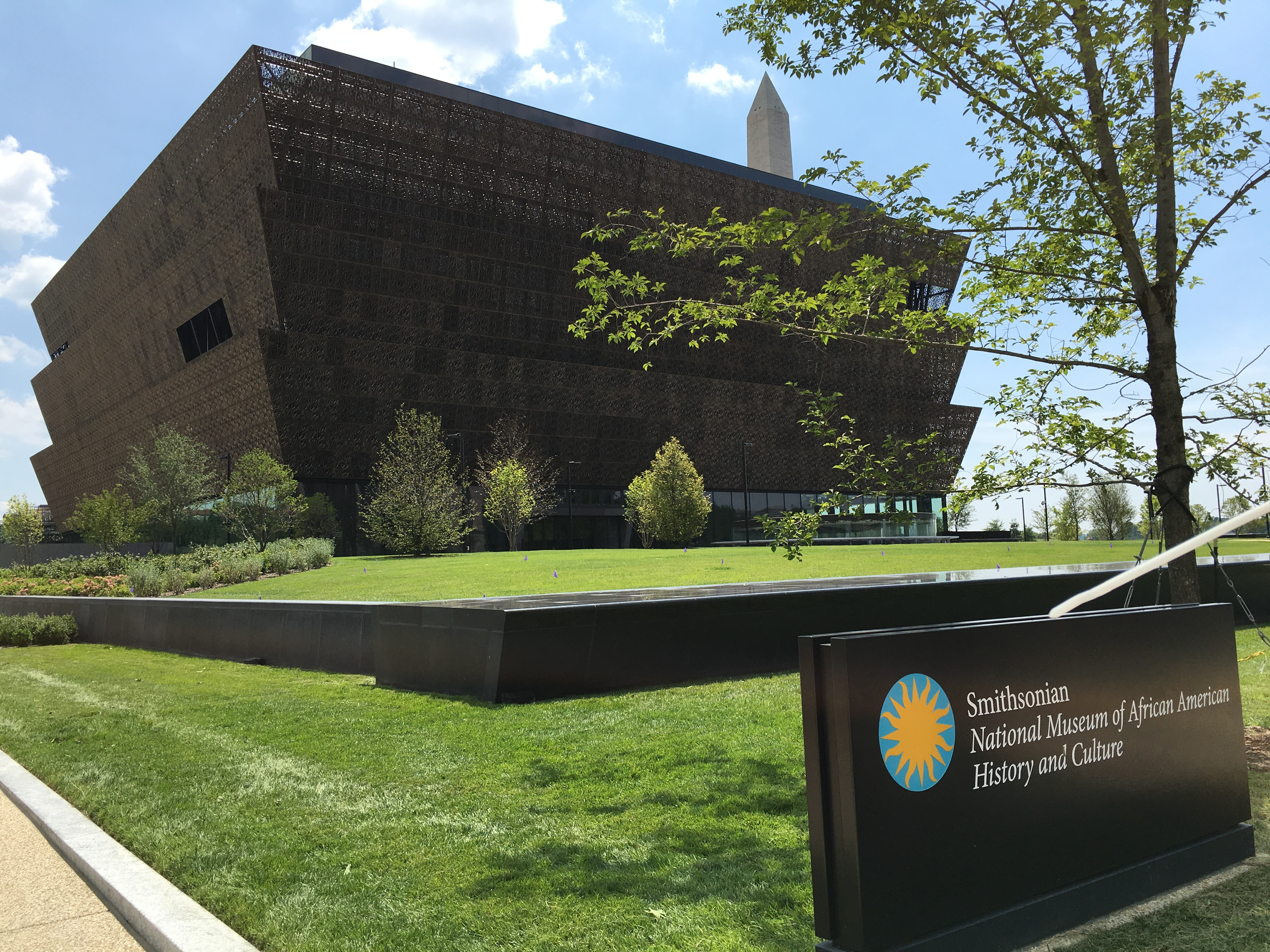
Das National Museum of African American History and Culture in Washington, USA

- Budapest/Ungarn: Bei einer Explosion um 22.30 Uhr in der Nähe des Oktogon-Platzes werden zwei Polizisten verletzt.[120]
- Johannesburg/Südafrika: Beginn der zweiwöchigen 17. Welt-Artenschutzkonferenz unter Beteiligung von Vertretern aus 183 Staaten, die dem Washingtoner Artenschutzabkommen (CITES) von 1973 beigetreten sind.[121]
- Liverpool/Vereinigtes Königreich: Auf dem Sonderparteitag der britischen Labour Party wird Amtsinhaber Jeremy Corbyn bei der Urwahl mit 61,8 Prozent der Stimmen bestätigt. Sein Herausforderer Owen Smith erhält 38,2 Prozent.[122]
- Tikrit/Irak: Bei drei Selbstmordanschlägen an einem Checkpoint der Sicherheitskräfte nördlich von Tikrit sterben zwölf Menschen und 23 weitere werden verletzt.[123]
- Washington, D.C./Vereinigte Staaten: Eröffnung des National Museum of African American History and Culture (NMAAHC) der Smithsonian Institution.[124]

### Sonntag, 25. September 2016
- Banja Luka/Bosnien-Herzegowina: Im Referendum in der Republika Srpska 2016 über den Nationalfeiertag sprechen sich 1,2 Millionen Serben für den 9. Januar als Termin für den alljährlichen Feiertag aus. Das bosnische Verfassungsgericht hatte die Abstimmung zwar für illegal erklärt, doch die Serben bestehen auf ihre Souveränität.[125]
- Bern/Schweiz: Drei Eidgenössische Volksabstimmungen: Die Volksinitiative „Für eine nachhaltige und ressourceneffiziente Wirtschaft (Grüne Wirtschaft)“ und die „Volksinitiative «AHVplus: für eine starke AHV»“ werden abgelehnt, hingegen wird das Bundesgesetz vom 25. September 2015 über den Nachrichtendienst (Nachrichtendienstgesetz, NDG) angenommen.[126]
- Boca del Río/Mexiko: An Bord des unter mexikanischer Flagge fahrenden Öltankers Burgos des staatlichen Ölkonzerns Pemex bricht ein Feuer aus. 31 Besatzungsmitglieder werden evakuiert. Geladen hat der Tanker rund 80.000 Barrel Diesel, 71.000 Barrel bleifreies und 16.000 Barrel entschwefeltes Benzin.[127]
- Malmö/Schweden: Bei einer Schießerei im Stadtbezirk Söder wird eine Person getötet und mindestens drei weitere werden verletzt.[128]

### Montag, 26. September 2016
- Dresden/Deutschland: Eine Woche vor den Feierlichkeiten zum Tag der Deutschen Einheit ereignen sich in der Stadt zwei Sprengstoffanschläge. Ein Sprengsatz explodiert vor einer Moschee im Stadtteil Cotta, ein weiterer kurz danach vor dem Internationalen Congress Center. Verletzt wird niemand.[129]
- New York/Vereinigte Staaten: Hillary Clinton und Donald Trump, die Kandidaten der Demokraten und der Republikaner für die Wahl zum 45. US-Präsidenten am 8. November 2016, treffen in einem ersten Fernsehduell unter Moderation von NBC-Anchorman Lester Holt in der Hofstra University auf Long Island aufeinander. In den USA sind acht Fernsehsender live zugeschaltet. Sie finden in der Summe 84 Millionen Zuschauer.[130]
- Houston/Vereinigte Staaten: Ein Anwalt schießt vor einem Einkaufszentrum vermutlich aus Frustration über sein Berufsleben wahllos auf Passanten. Neun Menschen werden verletzt, die Polizei erschießt den Täter.[131]
- Şırnak/Türkei: Sechs Soldaten der Türkischen Armee sterben bei einer Attacke auf einen Checkpoint in Şırnak. Ebenfalls im Südosten des Landes verlieren vier Soldaten bei einem Bombenanschlag ihr Leben. Als Täter gelten Milizionäre mit Verbindungen zur PKK.[132]

### Dienstag, 27. September 2016
- Aleppo/Syrien: Die Armee unter Kommando von Baschar al-Assad startet eine Bodenoffensive auf die unter Kontrolle der Rebellen stehenden Gebiete der Stadt.[133]
- Bagdad/Irak: Bei drei Selbstmordanschlägen sterben 17 Personen. Der Islamische Staat bekennt sich zu den Taten.[134]
- Guadalajara/Mexiko: SpaceX-Vorstandschef Elon Musk stellt das Interplanetary Transport System vor, das 2025 erstmals einen bemannten Flug zum Mars ermöglichen soll.[135][136]
- Kathmandu/Nepal: Ein überfüllter Bus stürzt von einer Bergstraße 300 m in die Tiefe. Mindestens 18 Menschen sterben bei Nepals bislang schwerstem Verkehrsunfall des Jahres, mindestens zwölf weitere werden verletzt.[137]
- Taipeh/Taiwan: Der Taifun Megi verursacht beim Überqueren der Insel Erdrutsche, Starkregen und Stromausfälle für rund 3 Millionen Einwohner. Bei dem Wetterereignis werden vier Menschen getötet und mindestens weitere 200 verletzt.[138]
- Washington, D.C./Vereinigte Staaten: Zum ersten Mal seit 1961 haben die Vereinigten Staaten einen Botschafter in Kuba. Für dieses Amt wird der bisherige Leiter der Geschäfte in der US-Botschaft Jeffrey DeLaurentis ausgewählt.[139]

### Mittwoch, 28. September 2016
- Airolo/Schweiz: Ein Super Puma der Schweizer Luftwaffe stürzt ab. Beide Piloten werden getötet. Ein Flugbegleiter überlebt schwerverletzt.[140]
- Adelaide/Australien: Einer der stärksten Stürme der letzten 50 Jahre führt zu einem Stromausfall in Südaustralien, von dem etwa 1,7 Millionen Menschen betroffen sind.[141]
- Gudow/Deutschland: Ein Tesla S fährt mit eingeschaltetem Autopiloten auf einen dänischen Reisebus auf. Es ist der erste Kfz-Verkehrsunfall in Deutschland, bei dem sich ein beteiligtes Fahrzeug automatisiert bewegt.[142]
- Lombok/Indonesien: Eine Aschefontäne aus dem Vulkan Rinjani veranlasst die Behörden, 1.000 Touristen von der Insel zu evakuieren.[143]

### Donnerstag, 29. September 2016
- Brüssel/Belgien: Die Europäische Kommission beschließt, Deutschland im Zusammenhang mit der geplanten Pkw-Maut vor dem Europäischen Gerichtshof zu verklagen, und begründet diesen Schritt mit der präsumtiven Benachteiligung von Fahrzeughaltern, die ihre Kraftfahrzeugsteuer außerhalb des Bundesgebiets abführen.[144]
- Fuzhou/China: Im Süden Chinas wird in Folge von Erdrutschen und Überschwemmungen, verursacht durch den Taifun Megi, nach 32 Vermissten gesucht. Ein Todesopfer in Fujian ist offiziell bestätigt.[145]
- Graz/Österreich: Alen R., der im Juni 2015 die Amokfahrt von Graz mit drei Toten und 36 Verletzten begangen hat, wird vor einem Geschworenengericht des Straflandesgerichts Graz zu lebenslanger Freiheitsstrafe und der Einweisung in eine Anstalt für geistig abnorme Rechtsbrecher verurteilt.[146]
- Hoboken/Vereinigte Staaten: In der Stadt am unteren Hudson River fährt ein Pendlerzug nach Augenschein mit überhöhter Geschwindigkeit in den örtlichen Bahnhof und prallt frontal auf eine Mauer. Das Dach des Bahnhofs gibt zum Teil nach und fällt auf den Zug. Die Behörden bestätigen am Tag des Unglücks einen Toten und über 100 Verletzte.[147]
- Istanbul/Türkei: Der prokurdische und regierungskritische Fernsehsender İMC TV wird mit 19 weiteren Rundfunk- und Fernsehsendern im Rahmen des Putschversuchs in der Türkei 2016 und auf Anordnung der türkischen Regierung endgültig eingestellt.[148]
- Kupwara/Indien: Die Streitkräfte Indiens starten Luft- und Bodenoffensiven gegen den pakistanisch kontrollierten Teil Kaschmirs. Indien spricht von „chirurgischen Schlägen“ gegen den Terror. Am selben Tag verhängt die Indian Motion Pictures Association (deutsch Indischer Film-Verband) ein Beschäftigungsverbot gegen alle pakistanischen Schauspieler und begründet dies mit wachsenden Spannungen seit der „Attacke von Uri“.[149]
- London/Vereinigtes Königreich: Ein Fußballskandal in Großbritannien, in dessen Verlauf Sam Allardyce am 28. September sein Amt als Nationaltrainer Englands verlor, weitet sich aus. Die Zeitung The Daily Telegraph veröffentlicht Videomaterial, in dem der Assistenztrainer des Southampton FC Hinweise an „Geschäftsmänner“ gibt, wie Führungspersonal von Vereinen aus niedrigeren Spielklassen bestochen werden kann, um die Rechte an deren Spielern zu übernehmen.[150]

### Freitag, 30. September 2016

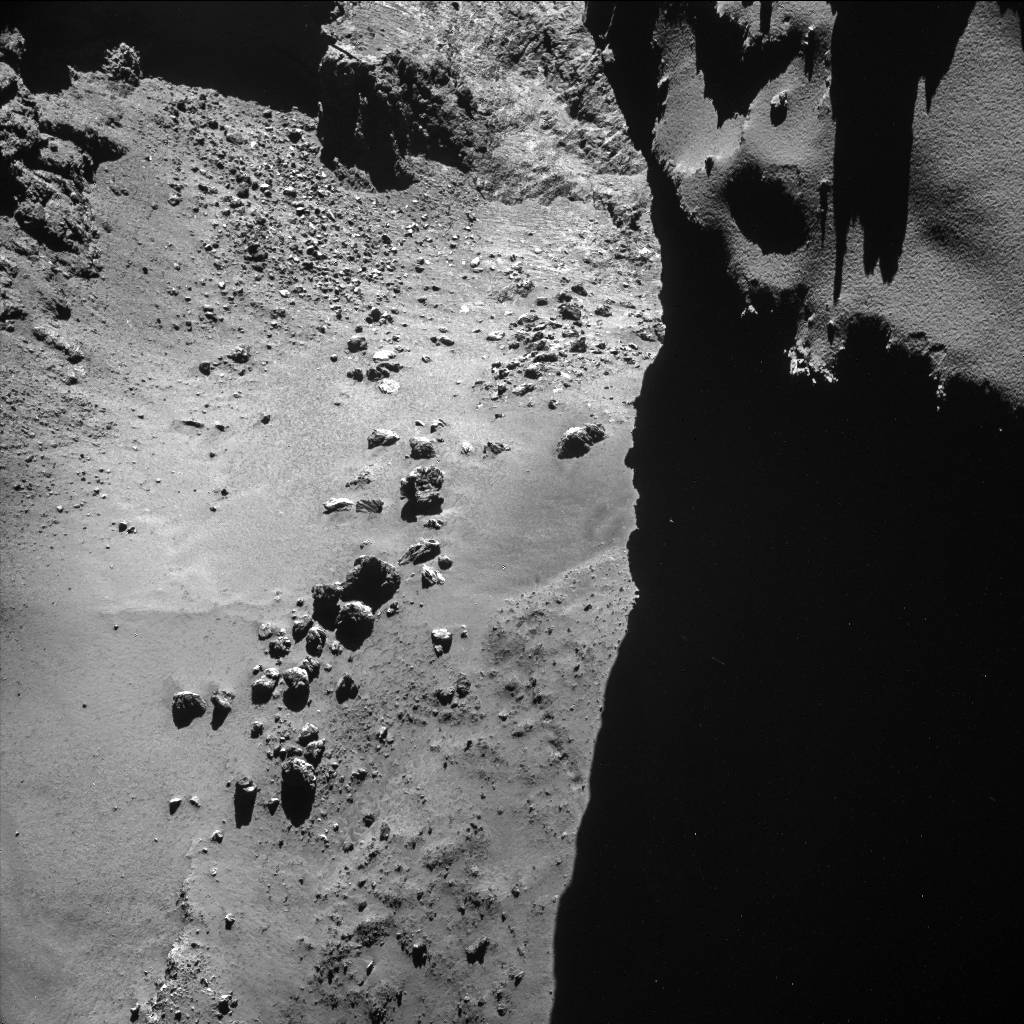
Tschuri, wie Rosetta ihn sah

- Berlin/Deutschland: Durch eine Novellierung der Abfallverzeichnis-Verordnung (AVV) gelten fortan Polystyrol-Dämmstoffe, die das Flammschutzmittel Hexabromcyclododecan (HBCD) enthalten, als gefährlicher Abfall. Diese dürfen nicht mehr in Müllverbrennungsanlagen ohne entsprechende Genehmigungen entsorgt werden.[151]
- Bochum/Deutschland: Im sechsten Stock des Universitätsklinikums Bergmannsheil übergießt sich eine Patientin mit Desinfektionsmittel und zündet sich an. Das Feuer breitet sich im Gebäude aus. Die Brandstifterin und ein weiterer Patient werden getötet, zehn weitere verletzt, darunter drei schwer. Mehrere Funktionsbereiche, sechs Stationen mit zusammen 150 Betten sowie die Großküche müssen geschlossen werden.[152]
- Mainz und Stuttgart/Deutschland: Die öffentlich-rechtlichen Fernsehsender EinsPlus und ZDFkultur stellen nach einem Beschluss der Ministerpräsidentenkonferenz vom 17. Oktober 2014 den Sendebetrieb ein.[153]
- Pingtang/China: Nach fünfjähriger Bauzeit erfolgt die offizielle Eröffnung des FAST-Observatoriums. Bereits am 25. September wurde der Testbetrieb des weltgrößten Radioteleskops gestartet.[154][155]
- Teheran/Iran: Zur Frauen-Schachweltmeisterschaft im Februar 2017[156] sollen alle Spielerinnen eine Hidschāb anziehen. Diese Ankündigung empört viele Sportlerinnen aus Europa und Amerika. Nazi Paikidze (qualifiziert mit dem Team USA): „Wenn diese Regelung bleibt, werde ich nicht teilnehmen.“[157]
- Tschuri: Planmäßig endet das Projekt Rosetta mit dem harten Aufprall der Sonde auf dem Kometen nach einem Flug seit 2004. Eine Rosetta Disk an Bord des Flugkörpers wird auf Tschuri für geschätzt 10.000 Jahre die Existenz der Menschheit belegen.

## Weblinks

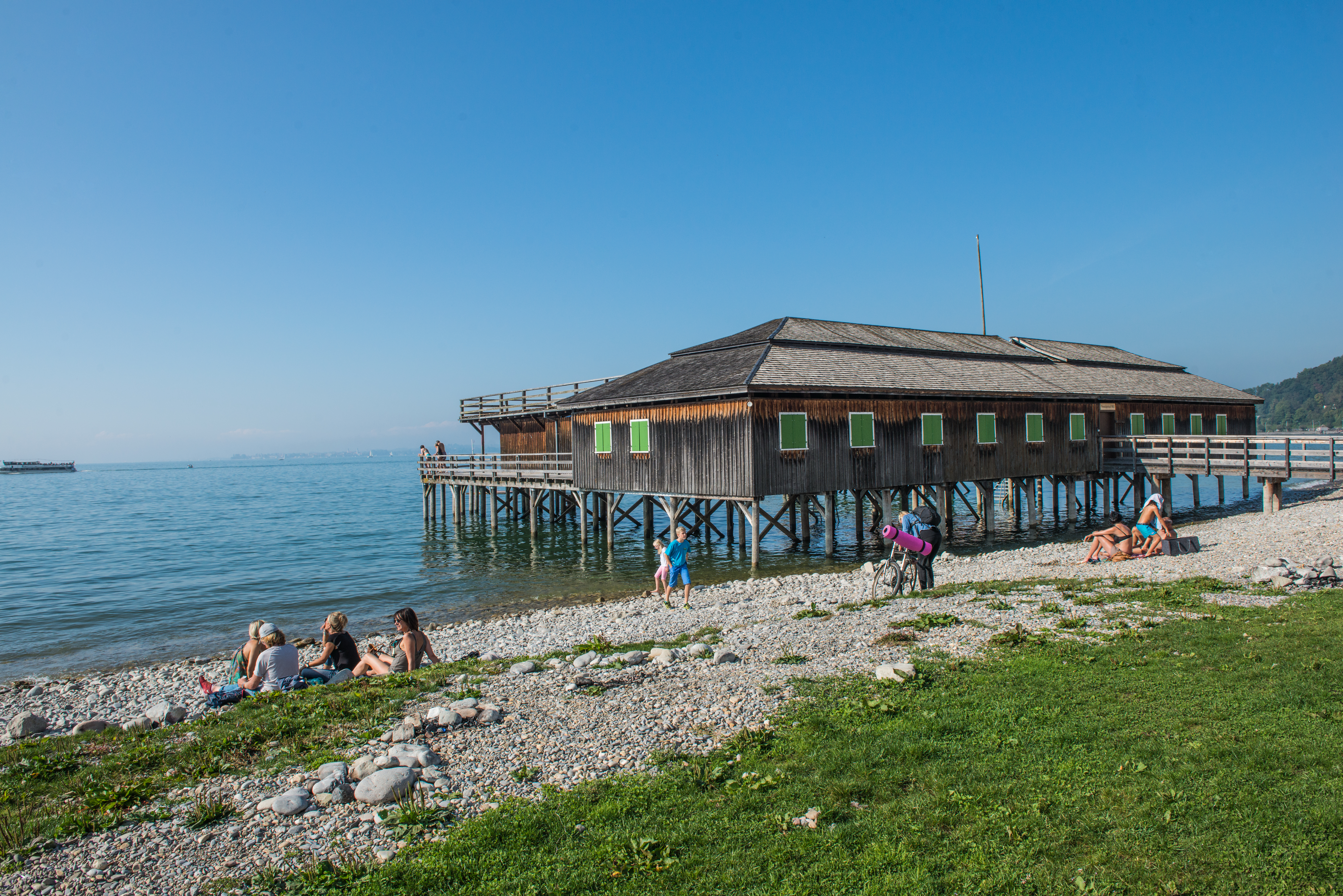
Vorarlberg im September 2016